# Par amour (film, 2024)
Pour les articles homonymes, voir Par amour.
Pour plus de détails, voir Fiche technique et Distribution.
Par amour est un film dramatique français réalisé par Élise Otzenberger et sorti en 2024,.

## Synopsis
Alors qu'un couple est au bord de la rupture, un de leurs fils, l’aîné, explique à sa mère qu'il entend des voix.

## Fiche technique
Sauf indication contraire, les informations mentionnées dans cette section peuvent être confirmées par les bases de données cinématographiques IMDb et Allociné,  présentes dans la section « Liens externes ».
- Titre original : Par amour
- Réalisation : Élise Otzenberger
- Scénario : Élise Otzenberger, Maud Ameline, Mauricio Carrasco et Louise Groult
- Musique : Robin Coudert
- Décors : Sébastien Danos
- Costumes : Pauline Bertrand
- Photographie : Ludovic Zuili
- Son : Thomas Gastinel
- Montage : Joseph Comar
- Production : Marine Bergère et Romain Daubeach
  - Coproduction : Chloé Ceotto-Servel
- Sociétés de production : Mamma Roman et Solab Films
- Sociétés de distribution : Tandem
- Pays de production :  France
- Langue originale : français
- Format : couleur
- Genre : Drame
- Durée : 90 minutes
- Dates de sortie :
  - Espagne : 10 octobre 2024 (Sitges)
  - France : 14 octobre 2024 (La Roche-sur-Yon) ; 15 janvier 2025 (en salles)
  - Suisse : 5 juillet 2025 (Festival international du film fantastique de Neuchâtel)

## Distribution
- Cécile de France : Sarah
- Arthur Igual : Antoine
- Darius Zarrabian : Simon
- Navid Zarrabian : Louis
- Antoine Chappey
- Victor Estivant
- Xiao Han
- Elise Atlan